# Mio padre è un PPP
Mio padre è un PPP (Het is fijn om er te zijn) è un romanzo per ragazzi scritto da Guus Kuijer. il libro è il secondo capitolo della serie delle avventure di Polleke. È stato pubblicato per la prima volta nel 2000, mentre in Italia è uscito nel 2013 edito da Feltrinelli.

## Trama
La mamma  di Polleke e il maestro di scuola hanno deciso di sposarsi e così non resta ai due che presentare i reciproci familiari più cari, ovvero la madre vedova del docente e la figlia unica di Tina, Polleke. Tuttavia i piani della madre non sono l'unico motivo di preoccupazione per la ragazzina: il suo adorato padre poeta, Spik, è infatti tornato a frequentare cattive compagnie e a rubacchiare per comprarsi droga. Il suo comportamento inaffidabile, inoltre, ha fatto in modo che fosse cacciato di casa dalla sua nuova moglie e così Spik ora è anche un senzatetto.
Ai drammi familiari si aggiungono i litigi amorosi con il fidanzatino Mimun, sempre pronto ad aiutare Polleke nei rapporti col padre, ma anche incredibilmente intimo dell'amica - oltre che rivale in amore - Carola. Fortunatamente per Polleke vi sono sempre i nonni paterni e la campagna in cui rifugiarsi: ospitali ed affettuosi, si decidono a comprare alla nipote la vitellina omonima, già profondamente legata alla giovane padroncina. In campagna abita poi Tom, di poco più grande ma già intento a corteggiare una lusingata e confusa Polleke, cui la sorpresa più grande viene infine da suo padre: Spik, il PPP (il padre "particolarmente problematico"), è infatti disposto a farsi disintossicare per amore della figlia, a patto che venga con lui durante l'estate in una casa di cura. Polleke, contenta e commossa, non può che accettare.

## Personaggi
- Polleke: undicenne solare e "problematica", come ama definire sé e la propria famiglia. Desidera diventare poetessa, una volta cresciuta, per seguire l'esempio del genitore che, nonostante l'atteggiamento scapestrato, è per lei un vero poeta.
- Tina: madre di Polleke. Divorziata dal primo marito, ha una relazione con il maestro della figlia, Walter.
- Gerrit: PPP ("padre particolarmente problematico") di Polleke, che è solita chiamarlo col nomignolo Spik. Nonostante i buoni propositi non riesce a smettere la propria dipendenza dall'hashish. Ha alle spalle precedenti matrimoni che hanno lasciato a Polleke una serie di svariati fratellastri e sorellastre.
- Carola detta "Caro": la migliore amica di Polleke, suo confidente nonostante il carattere spesso pettegolo di Caro. Anche lei ha alle spalle una famiglia "complicata": con una madre che non vive col padre naturale della ragazza, ma con un altro compagno.
- Mimun: compagno di classe di Polleke e suo ragazzo. DI origini marocchine, nonostante la longeva storia d'amore con la ragazza olandese, è costretto dalla famiglia a programmarsi un matrimonio combinato con una connazionale.
- Walter: maestro di Polleke e compagno di TIna.
- I nonni: genitori del padre Spik, i nonni hanno una casa in campagna, vero e proprio rifugio per Polleke. Immersi in un ambiente naturale, i due anziani sono un pilastro saldo nella vita della giovane ragazzina. Le regalano una giovane vitellina, chiamata anche lei Polleke, che diventa l'animale domestico preferito della nipote.
- Tom: uno dei ragazzi che vive nei dintorni dei nonni di Polleke. Nonostante la giovane età ha già deciso fermamente di diventare un contadino perché amante della vita di campagna.

## Edizioni
- Guus Kuijer, Mio padre è un PPP, traduzione di Valentina Freschi, illustrazioni di Alice Hoogstad, copertina di Manuele Fior, Feltrinelli, 2013,  p. 112, ISBN 88-07-92197-9.